# Micraenidea
Micraenidea is een geslacht van kevers uit de familie bladkevers (Chrysomelidae).
De wetenschappelijke naam van het geslacht werd in 1933 gepubliceerd door Laboissiere.

## Soorten
- Micraenidea coomani Laboissiere, 1933
- Micraenidea philippinensis Laboissiere, 1933
- Micraenidea pulchella (Laboissiere, 1933)